# Promofilm
Promofilm es una productora audiovisual argentina que pertenece al holding español Mediapro.
Nació en 1990 con la pretensión de innovar y adaptar formatos televisivos no solo en Argentina sino también fuera. En 1995 se unió a Globomedia con el acuerdo de compartir producciones y formatos. Promofilm siguió su expansión, y cuenta hoy con oficinas en varios países americanos (Estados Unidos, Chile, México, Brasil). Cada una cuenta con un centro de producción propio y profesionales locales. Desde el 2000 forma parte del Grupo Globomedia.
Al ser pionera en nuevos formatos se ha convertido en la principal productora de la televisión argentina, pero gracias a una buena infraestructura internacional ha trabajado en los cinco continentes.

## Producciones en televisión

### Programas
- Causa Común (El Trece, 1993-1999)
- Si te reís perdés (El Trece, 1994)
- Justicia para todos (El Trece, 1994-1995)
- Sin Complejos (El Trece, 1995)
- Sorpresa y Media (El Trece, 1996-2001)
- Patas para arriba (El Trece, 1997)
- Fórum, la corte del pueblo (El Trece, 1997-1998)
- Nunca es tarde (El Trece, 1997-1998)
- BTV (El Trece, 1998)
- La Hora Warner (El Trece, 1998)
- Agrandadytos (El Trece, 1999-2001, 2004-2005)
- Por Más (El Trece, 1999-2000)
- Fort Boyard (El Trece, 1999-2000)
- Verdadero o Falso (El Trece, 2000)
- Expedición Robinson (El Trece, 2000-2001)
- Quien quiere ser millonario (El Trece, 2001-2002)
- El buscador (El Trece, 2001-2002)
- Vos Elegís (El Trece, 2001)
- Codicia (El Trece, 2001)
- Audacia (El Trece, 2001)
- La Misión (El Trece, 2001)
- Atraídos (El Trece, 2001)
- Grandiosas (El Trece, 2002-2003, 2005)
- Los Osos (El Trece, 2002)
- Eco Adventure (El Trece, 2002)
- Solos en Casa (El Trece, 2001)
- La Oportunidad de tu Vida (El Trece, 2002)
- Sorpresa 2002 (El Trece, 2002)
- Generación Pop (El Trece, 2003)
- Hacelo por mamá (El Trece, 2003)
- Hacelo por ella (El Trece, 2003)
- El llamado (El Trece, 2004)
- Las Millie y Una (El Trece, 2004)
- Los Cocineros en Casa (El Trece, 2004)
- 12 corazones (El Trece, 2004-2006)
- Transformaciones (El Trece, 2005-2007)
- Buena Fortuna (Telefe, 2005)
- Habitación 414 (América TV, 2006)
- Oye mí Canto (América TV, 2006)
- Alessandra, sólo sexo (El Trece, 2006-2007)
- El monitor de la educación (Encuentro, 2007)
- Por el resto de tu vida (Telefe, 2007)
- Abran Cancha (TyC Sports, 2008)
- El conquistador del fin del mundo (El Trece, 2008)
- Naitá (El Trece, 2008-2009)
- Recurso Natural (Canal 7, 2008-2010)
- Laboratorios Dormevú (Canal 7, 2009)

### Ficciones
- Señoras y Señores (El Trece - América TV, 1997)
- Víndica (América TV, 2011)

## Producciones en cine
- ¿Dónde estás, amor de mi vida, que no te puedo encontrar? (1992)
- No te mueras sin decirme adónde vas (1995)
- Despabílate amor (1996)
- Comodines (1997)
- Cenizas del paraíso (1997)
- El faro (1998)